# Campionatul Naţional de Fotbal American 2014
Il Campionatul Național de Fotbal American 2014 è la 6ª edizione del campionato di football americano di primo livello, organizzato dalla FRFA.

## Squadre partecipanti
| Club                 | Città       | Stadio | Sponsor ufficiale | Risultato nella stagione 2013 |
| -------------------- | ----------- | ------ | ----------------- | ----------------------------- |
| Baia Mare Miners     | Baia Mare   |        |                   |                               |
| Bucharest Predators  | Bucarest    |        |                   |                               |
| Bucharest Rebels     | Bucarest    |        |                   |                               |
| Bucharest Warriors   | Bucarest    |        |                   |                               |
| Bucharest Wolverines | Bucarest    |        |                   |                               |
| Cluj Crusaders       | Cluj-Napoca |        |                   |                               |
| Mures Monsters       | Târgu Mureș |        |                   |                               |
| Timișoara 89ers      | Timișoara   |        |                   |                               |

## Stagione regolare

### Calendario

#### 1ª giornata
| Baia Mare 3 maggio 2014, ore 12:00 | Baia Mare Miners | 0 – 44 referto | Timișoara 89ers | Stadionul Viorel Mateianu\| Arbitro: \| Dinescu \| |
| Arbitro:                           | Dinescu          |                |                 |                                                    |

| Cluj-Napoca 4 maggio 2014, ore 12:00 | Cluj Crusaders | 48 – 6 referto | Mures Monsters | Parc Sportiv Universitar\| Arbitro: \| Baciu \| |
| Arbitro:                             | Baciu          |                |                |                                                 |

#### 2ª giornata
| Bucarest 10 maggio 2014, ore 18:00 | Bucharest Rebels | 80 – 0 referto | Bucharest Wolverines | Complex Sportiv Ion Țiriac\| Arbitro: \| Dinescu \| |
| Arbitro:                           | Dinescu          |                |                      |                                                     |

| Bucarest 11 maggio 2014, ore 12:00 | Bucharest Predators | 0 – 62 referto | Bucharest Warriors | Complex Sportiv Juniorul\| Arbitro: \| Dinescu \| |
| Arbitro:                           | Dinescu             |                |                    |                                                   |

#### 3ª giornata
| Târgu Mureș 17 maggio 2014, ore 15:00 | Mures Monsters | 1 – 0 (a tavolino) referto | Baia Mare Miners | Teren Fotbal Mureșeni |

| Timișoara 18 maggio 2014, ore 11:00 | Timișoara 89ers | 14 – 8 referto | Cluj Crusaders | Baza Sportivă Textila\| Arbitro: \| Dinescu \| |
| Arbitro:                            | Dinescu         |                |                |                                                |

#### 4ª giornata
| Măgurele 24 maggio 2014, ore 11:00 | Bucharest Wolverines | 0 – 78 referto | Bucharest Warriors | Stadion Local\| Arbitro: \| Dinescu \| |
| Arbitro:                           | Dinescu              |                |                    |                                        |

| Bucarest 24 maggio 2014, ore 17:00 | Bucharest Rebels | 1 – 0 (a tavolino) referto | Bucharest Predators | Complex Sportiv Ion Țiriac |

#### 5ª giornata
| Baia Mare 31 maggio 2014, ore 12:00 | Baia Mare Miners | 0 – 1 (a tavolino) referto | Cluj Crusaders | Stadionul Viorel Mateianu |

| Târgu Mureș 1º giugno 2014, ore 11:00 | Mures Monsters | 0 – 62 referto | Timișoara 89ers | Teren Fotbal Mureșeni\| Arbitro: \| Duță \| |
| Arbitro:                              | Duță           |                |                 |                                             |

#### 6ª giornata
| Bucarest 7 giugno 2014, ore 12:00 | Bucharest Warriors | 6 – 46 referto | Bucharest Rebels | CSS1 Pajura\| Arbitro: \| Dinescu \| |
| Arbitro:                          | Dinescu            |                |                  |                                      |

| Bucarest 8 giugno 2014, ore 12:00 | Bucharest Predators | 0 – 1 (a tavolino) referto | Bucharest Wolverines | Complex Sportiv Juniorul |

### Classifiche
Le classifiche della regular season sono le seguenti:
- PCT = percentuale di vittorie, G = partite giocate, V = partite vinte,  P = partite perse, PF = punti fatti, PS = punti subiti

### Nord-Vest
| Pos. | Squadra          | PCT   | G | V | N | P | PF  | PS  |
| ---- | ---------------- | ----- | - | - | - | - | --- | --- |
| 1    | Timișoara 89ers  | 1.000 | 3 | 3 | 0 | 0 | 120 | 8   |
| 2    | Cluj Crusaders   | .667  | 3 | 2 | 0 | 1 | 57  | 20  |
| 3    | Mures Monsters   | .333  | 3 | 1 | 0 | 2 | 7   | 110 |
| 4    | Baia Mare Miners | .000  | 3 | 0 | 0 | 3 | 0   | 46  |

### Sud-Est
| Pos. | Squadra              | PCT  | G | V | N | P | PF  | PS  |
| ---- | -------------------- | ---- | - | - | - | - | --- | --- |
| 1    | Bucharest Rebels     | .900 | 5 | 4 | 1 | 0 | 127 | 6   |
| 2    | Bucharest Warriors   | .700 | 5 | 3 | 1 | 1 | 146 | 46  |
| 3    | Bucharest Wolverines | .900 | 5 | 4 | 1 | 0 | 1   | 158 |
| 4    | Bucharest Predators  | .700 | 5 | 3 | 1 | 1 | 0   | 64  |

## Playoff e playout

### Tabellone
|  | Semifinali | Semifinali         | Semifinali |                 |     | Finale           | Finale             | Finale          |  |
|  |            |                    |            |                 |     |                  |                    |                 |  |
|  | 1SE        | Bucharest Rebels   | 28         |                 |     |                  |                    |                 |  |
|  | 1SE        | Bucharest Rebels   | 28         |                 |     |                  |                    |                 |  |
|  | 2NV        | Cluj Crusaders     | 14         |                 |     |                  |                    |                 |  |
|  | 2NV        | Cluj Crusaders     | 14         |                 | 1SE | Bucharest Rebels | 18                 |                 |  |
|  |            |                    |            |                 | 1SE | Bucharest Rebels | 18                 |                 |  |
|  |            |                    | 1NV        | Timișoara 89ers | 12  |                  |                    |                 |  |
|  | 1NV        | Timișoara 89ers    | 1NV        | Timișoara 89ers | 12  | 50               |                    |                 |  |
|  | 1NV        | Timișoara 89ers    |            |                 |     | 50               |                    |                 |  |
|  | 2SE        | Bucharest Warriors | 0          |                 |     | Finale 3º posto  | Finale 3º posto    | Finale 3º posto |  |
|  | 2SE        | Bucharest Warriors | 0          |                 |     |                  |                    |                 |  |
|  |            |                    |            |                 |     |                  |                    |                 |  |
|  |            |                    |            |                 |     | 2NV              | Cluj Crusaders     | 42              |  |
|  |            |                    |            |                 |     | 2NV              | Cluj Crusaders     | 42              |  |
|  |            |                    |            |                 |     | 2SE              | Bucharest Warriors | 6               |  |

### Semifinali
| Bucarest 21 giugno 2014, ore 18:00 | Bucharest Rebels | 28 – 14 referto | Cluj Crusaders | Complex Sportiv Ion Țiriac |

| Timișoara 22 giugno 2014, ore 10:00 | Timișoara 89ers | 50 – 0 referto | Bucharest Warriors | Baza Sportivă Textila\| Arbitro: \| Dinescu \| |
| Arbitro:                            | Dinescu         |                |                    |                                                |

### Finale 3º - 4º posto
| Timișoara 5 luglio 2014, ore 18:00 | Bucharest Warriors | 6 – 42 referto | Cluj Crusaders | Stadio Dan Păltinișanu\| Arbitro: \| Duță \| |
| Arbitro:                           | Duță               |                |                |                                              |

### V RoBowl
| Timișoara 6 luglio 2014, ore 19:00 | Timișoara 89ers                                 | 12 – 18 referto | Bucharest Rebels | Stadio Dan Păltinișanu\| Arbitri: \| Dinescu Baltă Draghia Savu Duță Anghelina Mezei \| |
| Arbitri:                           | Dinescu Baltă Draghia Savu Duță Anghelina Mezei |                 |                  |                                                                                         |

## Verdetti
- Bucharest Rebels Campioni della Romania 2014 (1º titolo)